# Clematis bigelovii
Clematis bigelovii là một loài thực vật có hoa trong họ Mao lương. Loài này được Torr. mô tả khoa học đầu tiên năm 1857.